# Champions of Rock
Champions of Rock es el décimo álbum recopilatorio de la banda de rock canadiense April Wine, el cual fue publicado en 1996 por Disky Records.

## Lista de canciones
Todas las canciones fueron escritas por Myles Goodwyn, excepto donde se especifique lo contrario.
1. "Just Between You and Me" – 3:54
2. "I Like to Rock" – 4:22
3. "Roller" – 4:15
4. "This Could be the Right One" – 4:15
5. "All Over Town" – 2:59
6. "Say Hello" – 2:59
7. "Tellin' Me Lies" – 2:59
8. "Big City Girls" – 3:40
9. "Caught in the Crossfire" – 3:34
10. "Crash and Burn" – 2:31
11. "One More Time" – 3:55
12. "Rock Myself to Sleep" (Kimberley Rew y Vince de la Cruz) – 3:12
13. "Bad Boys" – 3:08
14. "Money Talks" – 3:27
15. "Too Hot to Handle" – 5:05
16. "Wanna Rock" – 2:04

## Formación
- Myles Goodwyn - voz, guitarra y teclados
- Brian Greenway - guitarra y coros
- Gary Moffet - guitarra y coros
- Steve Lang - bajo y coros
- Jean Pellerin - bajo (en la canción “Rock Myself to Sleep”)
- Jerry Mercer - batería, percusiones y coros
- Marty Simon - batería (en la canción “Rock Myself to Sleep”)
- Daniel Barbe - teclados (en la canción “Rock Myself to Sleep”)